# Almanaque do Estado do Ceará
O Almanaque do Estado do Ceará (Almanach do Estado do Ceará Administrativo, estatístico, industrial e literário) foi um importante periódico editado no estado do Ceará dos fins dos século XIX a meados da segunda parte do século XX, mais precisamente de 1895 a 1962.
Entre os colaboradores elencam-se: Rachel de Queiroz, Paulino Nogueira Borges da Fonseca, Barão de Studart, Joakim de Oliveira Catunda, Julio Cezar da Fonseca Filho, João Augusto da Frota, Antônio Bezerra de Menezes, Paulo Ximenes Aragão ( pai do humorista cearense Renato Aragão), José Sombra, Juvenal Galeno da Costa e outros.

## Edição eletrônica
No dia 20 de julho de 2012 o Instituto do Ceará (Histórico, Geográfico e Antropológico) efetivou a digitalização da coleção e preservação dos exemplares originais.